# سفارة البحرين لدى الصين
سفارة البحرين لدى الصين هي البعثة الدبلوماسية لمملكة البحرين لدى جمهورية الصين، وتقع بالعاصمة بكين.